# Gnathoncus vietnamicus
Gnathoncus vietnamicus är en skalbaggsart som beskrevs av Kryzhanovskij 1972. Gnathoncus vietnamicus ingår i släktet Gnathoncus och familjen stumpbaggar. Inga underarter finns listade i Catalogue of Life.